# Résidu d'un produit phytopharmaceutique
Un résidu de produit phytopharmaceutique est défini par la directive communautaire 91/414/CEE du 15 juillet 1991, comme étant « une ou plusieurs substances présentes dans ou sur des végétaux ou produits d'origine végétale, des produits comestibles d'origine animale, ou ailleurs dans l'environnement, et constituant le reliquat de l'emploi d'un produit phytopharmaceutique, y compris leurs métabolites et produits issus de la dégradation ou de la réaction ». 
Selon l'Autorité européenne de sécurité alimentaire (Efsa), dans les années 2020, la part des aliments vendus aux consommateurs européens contenant des résidus de pesticides ne change pas (ni à la hausse ni à la baisse), mais le nombre de pesticides concernés augmente, ce qui inquiète les associations environnementales et de consommateurs.

## Éléments de définition
Les substances sont définies comme les éléments chimiques et leurs composés tels qu'ils se présentent à l'état naturel ou tels que produits par l'industrie, incluant toute impureté résultant inévitablement du procédé de fabrication.
Les végétaux sont les plantes vivantes et les parties vivantes de plantes, y compris les fruits frais et les semences.

## Réglementation européenne sur les résidus de pesticides dans les aliments
Une réglementation européenne encadre strictement la présence de résidus de pesticides dans les denrées alimentaires, pour garantir la sécurité des consommateurs. 
- le Règlement (CE) no 396/2005 qui concerne les limites maximales applicables aux résidus de pesticides présents dans ou sur les denrées alimentaires et les aliments pour animaux d’origine végétale et animale
- Le règlement (CE) n° 1107/2009 impose que les résidus issus des utilisations autorisées puissent être déterminés par des méthodes appropriées, et que les demandeurs d'autorisation de mise sur le marché (AMM) prouvent leur conformité à cette exigence.
- Le règlement (UE) n° 546/2011 précise que lorsqu'une limite maximale de résidus (LMR) est établie, les États membres ne peuvent autoriser un produit phytopharmaceutique que si son utilisation ne dépasse pas cette limite. L'évaluation prend en compte les conditions agronomiques, phytosanitaires et environnementales, y compris climatiques, propres aux zones d'utilisation.

Pour une approche harmonisée mais adaptée aux spécificités locales, l'Union européenne a été divisée en deux zones pour l'évaluation des résidus de pesticides conforme au règlement (UE) n° 283/2013 et au règlement (UE) n° 284/2013 :
- Zone Nord : elle comprend les pays aux climats plus froids (où la dégradation des pesticides peut être plus lente) ;
- Zone Sud : elle regroupe les États aux climats plus chauds (où les conditions environnementales influencent différemment la persistance des résidus).

## Méthodes et protocoles d'analyse
Pour certains produits, des contrôles aléatoires ou périodiques sont obligatoires, faits en France sous l'égide de la DGCCRF par exemple pour les céréales.
La méthode analytique fait en général appel à la chromatographie couplée à la spectrométrie de masse, sur la base de protocoles standardisés à échelle européenne. Des méthodes dites   "multirésidues" « permettent de doser de 10 à près de 100 composés avec une seule technique ».
En 2013, l'AFNOR a publié une norme expérimentale (norme XP T 90-223) relative au dosage de résidus (de médicaments et de pesticides notamment) dans l’eau de consommation par chromatographie. Les molécules utilisées par les producteurs et utilisateurs de pesticides étant très changeantes, en perpétuelle mutation elle doit être testée par les acteurs socio-économiques et usagers soumis à la Directive-cadre sur l'eau (DCE) durant 3 ans au plus, avant que la commission de normalisation de l'AFNOR décide d'éventuellement la réviser, d’en prolonger une fois la période de tets ou de l’homologuer en la transformant en une norme NF ou éventuellement de la supprimer. Cette norme a notamment associé la « Direction Générale de la santé, ANSES, INERIS, ONEMA, Eau de Paris, Suez Environnement, Veolia, Nestlé Water management, Sanofi, l’Ifremer, l’Université d’Angers... ».

## État des lieux
Le pain, les céréales, les viandes, poissons, boissons, fruits et légumes contiennent souvent des traces, métabolites ou résidus de pesticides.
En Europe, l'EFSA (qui évalue chaque substance active des produits phytopharmaceutiques mis sur le marché (alors  que les États membres évaluent et autorisent les produits finaux (formulations) au niveau national), dans le cadre du règlement européen (CE) n° 1107/2009) produit désormais un rapport annuel sur la présence de pesticides dans les aliments vendus et consommés (pour les aliments Bio et non-bio). 
Ce rapport est réalisé en compilant les analyses fournies par les États membres de l'Union européenne, pour des produits et conditions comparables entre pays.
Selon le 3e rapport annuel, publié en 2011 (mais basé sur des analyses faites sur des échantillons prélevés en 2009) : 
- pour la production issue de l'Agriculture bio, les contaminations de fruits et légumes sont rares ( Ex : 2 % des échantillons de produits bios analysés par la France contenaient des traces de pesticides, toujours sous les Limites Maximales en Résidus et probablement souvent issues de retombées de champs voisins) ; Pour les végétaux dans l'UE-25, les taux de dépassement de la norme résidu était de 3,4 % pour les légumes « conventionnels » contre 0,5 % pour les légumes bio[5] ;
- pour la production issue de l'Agriculture conventionnelle, 37,74 % des fruits et légumes analysés en 2009 contenaient des résidus de pesticides (chiffre proche des 38,1 % mesurés en 2008). Et dans ce lot, plus de 3,1 % des analyses dépassaient les Limites maximales de résidus (LMR), contre 3,8 % en 2008[5] ;
- Plus de 25 % des échantillons à échelle communautaire, contre 16 % en France contiennent plusieurs résidus (de 2 à 26 molécules de pesticides dans un même échantillon). Les trois produits analysés contenant le plus souvent plusieurs résidus étaient les citrons non-bio (56,6 % contenaient plus de deux pesticides), le raisins de table(55,5 %) et les fraises (53,8 %). 
Plusieurs résidus de pesticides ont été trouvés dans plus de 75 % des échantillons contenant au moins un pesticide ; 58 % des raisins échantillonnés en 2009 contenaient de 2 à 23 résidus différents de pesticides[5] ;
- Tous légumes et fruits confondus et en moyenne ; 97,4 % des échantillons analysés en 2009 ne dépassaient pas les limites maximales de résidus (LMR) autorisées, soit 1 % de mieux qu'en 2008. Par rapport à 2006, la dernière année durant laquelle les mêmes aliments d’origine végétale avaient été analysés dans le cadre du programme coordonné par l’UE, le taux de dépassement des LMR est passé de 4,4 % à 1,4 %. Selon l’EFSA, on pourrait en partie imputer cette diminution à l'harmonisation des LMR, en vigueur depuis septembre 2008, mais d’autres facteurs – tels qu’une utilisation plus efficace de la législation obligeant les producteurs et d’autres acteurs de l’industrie à mettre en œuvre des systèmes de sécurité, ainsi que des changements en matière de pratiques d’utilisation des pesticides en Europe – pourraient avoir contribué à cette amélioration. 
pour 138 pesticides recherchés, des résidus à des taux mesurables ont été retrouvés pour 111 de ces pesticides[5].

Le rapport 2025 conclue que 42 % des denrées alimentaires vendues en Europe contiennent encore des résidus de pesticides, un taux qui n'a pas beaucoup évolué depuis le début des années 2000, mais le nombre de matières actives trouvé par prélèvement a, lui, doublé en 25 ans… pour atteindre plus de 50 % des échantillons contaminés ; Les plus contaminés sont notamment les fruits (poires et oranges notamment) devant le riz, les pommes de terre et les haricots secs non bio.
François Veillerette dénonçait en 2011 une prolongation de la tendance de certains États (dont la France) à diminuer le nombre d'analyse : « le nombre total d’échantillons analysés a encore diminué cette année pour la France par rapport à 2008 (4953 contre 5063 en 2008). Il avait déjà diminué lors de la campagne d’analyse 2008. Cela ne va pas dans le sens d’une meilleure surveillance de la contamination de notre alimentation par les résidus de pesticides »), ainsi que le retard d'application du Règlement 396/2005 CE, lequel impose aux régulateurs de prendre en compte les cocktails de résidus.

## Enjeux de santé environnementale
Nombre de ces résidus sont connus pour être cancérigène et/ou mutagène ou pouvoir jouer un rôle de perturbateur endocrinien. 
Un enjeu encore non résolu est de pouvoir disposer d'analyses assez fines et sur tous les résidus (ce qui implique d'aussi rechercher des pesticides officiellement interdits mais que l'on sait être encore utilisés) ; et de tenir compte des synergies entre résidu.  Un autre enjeu pour le thé et les tisanes et de considérer non pas la teneur de la feuille en résidus, mais de mesurer le taux de transfert des pesticides lors de l'infusion (par exemple plus de 7% des organochlorés dont le DDT, le BHC, le dicofol et l'endosulfan présents sur des feuilles de thé ont été retrouvés dans la boisson (thé infusé), était de plus de 7 % ; et pour les pesticides organochlorés ce taux variait de 6,74 % (heptachlore) à 86,6 % (endrine), avec pour les pesticides organophosphorés une fourchette de solubilisation encore plus large, allant de 0,7 % (Chlorpyrifos) à 90,1 % (Methamidophos); enfin pour les pyrérthroides ils tendaient tous à passer de la du sachet à la boisson. Certaines molécules comme la deltaméthrine passent peu dans l'infusion, alors que les néonicotinoïdes s'y montrent très solubles ; les taux rapportés de transfert de thiaméthoxame, de l'imidoptre et de l'acétamipride à partir des feuilles de thé vers l'infusion variaient de 62,2 % à 81,6 %. le type de feuille (plus ou moins cireuse ou riche en huile) et la température de l'eau et la durée d'infusion influent aussi sur la quantité de pesticide ingérée avec le thé.
Divers résidus de pesticides peuvent affecter la fertilité humaine, et en particulier via une délétion de la spermatogenèse. « La consommation de fruits et légumes contenant des résidus de pesticides faibles à modérés était positivement liée au nombre de sperme chez les jeunes hommes non sélectionnés en fonction de leur situation de fertilité. Cela suggère que les résidus de pesticides peuvent atténuer les effets bénéfiques de la consommation de fruits et de légumes sur la qualité du sperme ».

### Rapports
- Rapports de l'EFSA sur les résidus de pesticides dans les aliments
- Rapports annuels de surveillance des résidus de pesticides à l'échelle européenne (publiés par la Commission européenne, de 1996 à 2006, avant que l'EFSA ne le fasse).